# 수원 SK 스카이뷰
수원 SK 스카이뷰(영어: Suwon SK Sky View)은 대한민국 경기도 수원시 장안구 정자동에 위치한 대규모 아파트 단지이다. 2013년에 완공하였다. 26개동, 3,498세대이다.